# Phil Soemita
Phil Soemita (Paramaribo, 3 november 1989) is een Surinaams politicus van de partij STREI! Hij is secretaris in het hoofdbestuur en was lijsttrekker in Paramaribo tijdens de verkiezingen van 2020.

## Biografie
Soemita is de jongste uit een gezin van zes kinderen. Hij studeerde werktuigbouwkunde aan het Polytechnic College Suriname (PTC) en voor Accountant Assistant aan de Hogeschool ABC, beide in Paramaribo. Hij werkte bij verschillende bedrijven als projectleider en leidinggevende. Sinds 2016 werkt hij zelfstandig als micro-ondernemer.
In zijn familie zijn drie generaties actief geweest in de politiek. Vanwege de devaluatie van de Surinaamse dollar en de inflatie is het naar zijn ervaring steeds moeilijker om te ondernemen. Via video's op social media probeerde hij burgers bewust te maken van het beleid van de regering-Bouterse II. Als protest tegen het regeringsbeleid deed hij mee aan manifestaties van Wij Zijn Moedig, The Next Generation Movement en STREI! Volgens Soemita is de overeenkomst tussen arme landen dat die armoede niets met het volk of de aanwezige hulpbronnen te maken heeft, maar in hoeverre er goed beleid gevoerd wordt door de regering. Deze lijn zou ook door te trekken zijn naar Suriname waar volgens hem sinds de Surinaamse onafhankelijkheid geen sprake zou zijn geweest van beleid.
Rond 2018/2019 sloot hij zich aan bij STREI!  Hij werd verkozen tot secretaris in het hoofdbestuur. Tijdens de verkiezingen van 2020 was hij lijsttrekker voor het district Paramaribo. Zijn partij verwierf echter geen zetels.